# Phedimus
Phedimus là một chi thực vật có hoa trong họ Crassulaceae.